# Rio Căciulata
O Rio Căciulata é um rio da Romênia afluente do Rio Olt, localizado no distrito de Vâlcea.